# Capo Engaño (Luzon)
Capo Engaño è un capo situato sulla punta settentrionale dell'isola di Palaui, un'isola al largo delle coste del vertice nord dell'isola di Luzon.
Capo Engaño fu teatro dell'omonimo scontro, nel corso della battaglia del golfo di Leyte, durante la seconda guerra mondiale, che si svolse a circa 200 miglia di distanza fra la flotta statunitense e la marina imperiale giapponese. La marina giapponese subì la perdita delle portaerei Zuikaku, Chitose e Zuihō e del cacciatorpediniere Akitsuki.